# عملیات دسترسی درخور
دفتر عملیات دسترسی درخور، با نام کنونی عملیات شبکه رایانه‌ای با ساختار S32 یک واحد جنگ‌افزار سایبری گردآوری اطلاعات در آژانس امنیت ملی ایالات متحده آمریکا است. این واحد از سال ۱۹۹۸ (میلادی) کار می‌کرده است. کار عملیات دسترسی درخور، شناسایی، نظارت، نفوذ، و گردآوری اطلاعات سامانه‌های رایانه‌ای است که نهادهای خارج از آمریکا استفاده می‌کنند.

## کارکرد
بر پایه‌گذارش‌ها عملیات دسترسی درخور، بزرگترین و احتمالاً مهمترین مولفه اداره شنود الکترونیک آژانس امنیت ملی است. عملیات دسترسی درخور از بیش از ۱۰۰۰ رخنه‌گر به رایانه‌های نظامی و شخصی، تحلیل‌گر اطلاعاتی، متخصص هدف‌گیری، طراح نرم‌افزار و سخت‌افزار رایانه، و مهندس برق تشکیل شده است.
یکی از اسناد افشا شده بدست ادوارد اسنودن در توضیح کار عملیات دسترسی درخور می‌گوید که این واحد دارای قالب‌های نرم‌افزاری است که اجازه ورود به سخت‌افزارهای متداول شبکه رایانه‌ای مانند رهیاب، سوئیچ شبکه، و دیوار آتش را می‌دهد که چند شرکت سرشناس تولید می‌کنند. مهندسان عملیات دسترسی درخور، ترجیح می‌دهند که به جای رایانه‌های جدا افتاده، شبکه‌های رایانه‌ای را شنود کنند. زیرا معمولاً دستگاه‌های زیادی در یک شبکه وجود دارند.

## سازمان
ستاد عملیات دسترسی درخور به نام «مرکز عملیات از راه دور» در ستاد آژانس امنیت ملی در فورت جورج جی. مید، مریلند است. اما پایگاه‌های خود را در دیگر دفترهای آژانس امنیت ملی مانند هاوایی (واهیاوا، اوآهو)، جورجیا (فورت گوردون)، مرکز رمزنگاری تگزاس (سن آنتونیو)، و کلرادو (پایگاه نیروی هوایی باکلی در دنور) گسترش داده است.
- S321 – مرکز عملیات از راه دور: در این مرکز ۶۰۰ کارمند، اطلاعات را از سراسر جهان گردآوری می‌کنند.[۱۰][۱۱]
- S323 – شعبه فناوری‌های داده شبکه: جاسوس‌افزارهای خودکار را توسعه می‌دهد.
  - S3231 – واحد دسترسی
  - S3232 – واحد فناوری شبکه‌های سایبری
  - S3233 –
  - S3234 – واحد فناوری رایانه‌ای
  - S3235 – واحد فناوری شبکه
- شعبه فناوری‌های شبکه مخابراتی: روش‌های رخنه به رایانه و شبکه را بهبود می‌دهد.[۱۲]
- شعبه فناوری‌های زیرساخت ماموریت: نرم‌افزارهای ساخته‌شده در بخش‌هایی که در بالا گفته شد را اجرا می‌کند.[۱۳]
- S328 – شعبه عملیات فناوری‌های دسترسی: گزارش شده گروهی از کارکنان آژانس اطلاعات مرکزی (سیا) و اداره تحقیقات فدرال (اف‌بی‌آی) آنچه را که «عملیات بیرون از شبکه» نامیده می‌شود انجام می‌دهند. یعنی برای ماموران آژانس اطلاعات مرکزی ماموریت‌هایی را ترتیب می‌دهند تا دستگاه‌های شنود الکترونیک را در رایانه‌ها و سامانه‌های ارتباطی خارج از کشور کار بگذارند تا رخنه‌گرهای عملیات دسترسی درخور از راه دور در فورت جورج جی مِید، به آنها دسترسی داشته باشند.[۲] هم‌اکنون زیردریایی یواس‌اس جیمی کارتر[۱۴] به شکل ویژه به دستگاه‌های شنود الکترونیک مجهز شده تا کابل‌های فیبر نوری در سراسر جهان را شنود کند.
  - S3283 – عملیات دسترسی اعزامی
  - S3285 – واحد مقاومت

### مکان‌های فرضی
جزئیات برنامه‌ای به نام QUANTUMSQUIRREL نشان می‌دهد که آژانس امنیت ملی، توانایی تظاهر به هر پروتکل اینترنت نسخه ۴ یا پروتکل اینترنت نسخه ۶ میزبان وب را دارد. این کار به رایانه‌های آژانس امنیت ملی امکان می‌دهد تا موقعیت جغرافیایی و گواهی هویتی نادرستی را در اینترنت نشان دهند.

## فهرست‌نامه NSA ANT
فهرست‌نامه فناوری شبکه پیشرفته (به انگلیسی: Adcanced Network Technology catalog) آژانس امنیت ملی، یک سند طبقه‌بندی‌شده ۵۰ صفحه‌ای از فناوری‌های در دسترس عملیات دسترسی درخور و تهیه شده در سال ۲۰۰۸ (میلادی) است که واحد فناوری شبکه پیشرفته برای کمک به نظارت بر رایانه و شبکه ارائه می‌کند. بیشتر دستگاه‌های معرفی شده در این فهرست، در حال استفاده توصیف شده و برای جامعه اطلاعاتی ایالات متحده آمریکا و متحدان آن در فایو آیز در دسترس هستند. بر پایه مجله اشپیگل که این فهرست‌نامه را در ۳۰ دسامبر ۲۰۱۳ منتشر کرد "این فهرست، مانند کاتالوگ پست سفارشی است. هر یک از کارکنان آژانس امنیت ملی می‌تواند فناوری‌های واحد فناوری شبکه پیشرفته را سفارش دهد تا داده ارتباطی هدف مورد نظر خود را شنود الکترونیک کند." همزمان با چاپ فهرست‌نامه اشپیگل و توضیح روش کار این دستگاه‌ها پژوهشگر امنیتی، جیکوب اپلبام، در سخنرانی خود در گردهمایی ارتباط بی‌نظم در هامبورگ آلمان همان مطالب را توضیح داد.

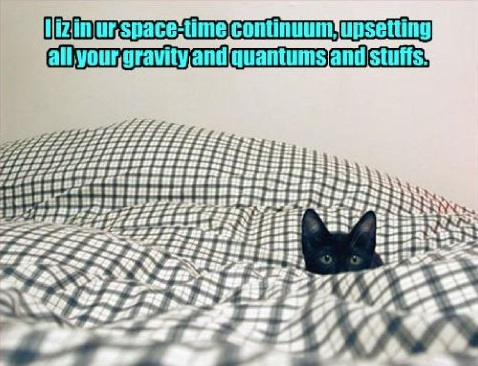
نگاره لول‌کت از یکی از پرونده‌های معرفی آژانس امنیت ملی که در بخشی از آن، نامگذاری برنامه QUANTUM را نشان می‌دهد.

### حمله‌های QUANTUM
عملیات دسترسی درخور، مجموعه حمله‌ای را توسعه می‌دهد که QUANTUM نامیده می‌شود. QUANTUM به رهیاب جاسازی‌شده‌ای تکیه دارد که ترافیک اینترنت و بیشتر، درخواست‌های پروتکل انتقال ابرمتن (HTTP) را کپی می‌کند. بنابراین، ترافیک اینترنت، به هر دو مقصد اصلی و (غیر مستقیم) به پایگاه آژانس امنیت ملی می‌رود. پایگاه آژانس امنیت ملی با اجرای نرم‌افزار FOXACID داده‌های برداشت شده را پیش از آنکه کاربر مقصد، فرصتی برای بازخورد پیدا کند دوباره به مسیر ترافیک اینترنت، باز می‌گرداند. معلوم نیست که آیا رهیاب جاسازی‌شده، مسیر بازگشت داده شنود شده را تسهیل می‌کند. پیش از توسعه این فناوری، نرم‌افزار FOXACID حمله‌های فیشینگ نیزه‌ای انجام می‌داد که آژانس امنیت ملی به آن، اسپم می‌گفت. اگر بتوان از مرورگر وب استفاده کرد ایمپلنت‌های دائمی بیشتر (مانند روت‌کیت‌ها و مانند آن) به رایانه هدف فرستاده می‌شوند. نمونه آن OLYMPUSFIRE برای مایکروسافت ویندوز است که دسترسی از راه دور کامل به رایانه هدف می‌دهد. اینگونه حمله، گونه‌ای حمله مرد میانی است که به طور ویژه، «حمله شخص کناری» نامیده می‌شود. بیرون کشیدن داده، بدون کنترل دستکم بخشی از ستون فقرات اینترنت، دشوار است.

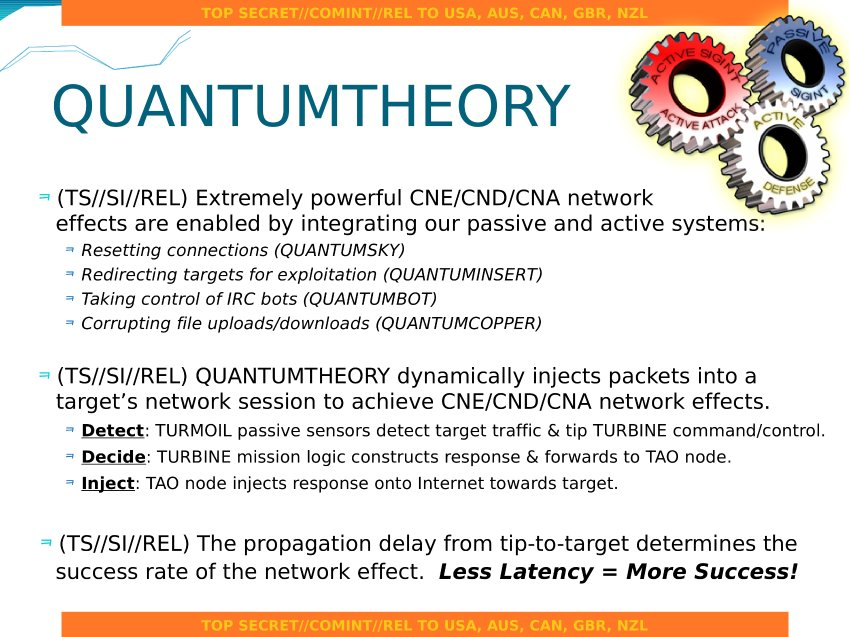
اسلاید نمای کلی QUANTUMTHEORY با نام رمزهای گوناگون برای گونه‌های خاصی از هر حمله و ادغام با دیگر سامانه‌های آژانس امنیت ملی

خدمات زیادی وجود دارند که FOXACID می‌تواند به آنها دسترسی داشته باشد. برخی از آنها:
- گروه علی‌بابا
- دابل‌کلیک
- راکت میل
- های۵
- اوت‌لوک
- لینکدین
- میل. آر یو
- MSN
- تنسنت کیوکیو
- فیس‌بوک
- سیمبارید
- توییتر
- یاهو!
- جی‌میل
- یوتیوب

در همکاری با ستاد ارتباطات دولت بریتانیا در پیشبرد برنامه ماسکولار، می‌توان به خدمات گوگل، مانند جی‌میل نیز حمله کرد.
یافتن دستگاه‌هایی که قابل بهره‌برداری هستند و ارزش حمله را دارند با جستجو در پایگاه داده‌هایی مانند ایکس‌کی‌اسکور ممکن می‌شود. یک روش ویژه برای یافتن دستگاه‌های آسیب‌پذیر، رهگیری ترافیک گزارش‌های خطای ویندوز است که به ایکس‌کی‌اسکور وارد می‌شود.
حمله‌های QUANTUM پایگاه‌های آژانس امنیت ملی به خاطر ترکیب اهداف و خدمات، می‌توانند بسیار کُند باشند. زیرا این حمله‌ها اصولاً از وضعیت رقابتی، سوء استفاده می‌کنند. یعنی سرور آژانس امنیت ملی، تلاش می‌کند با بازخوردهای خود، سرور قانونی را از کار بیندازد. در میانه سال ۲۰۱۱ (میلادی) آژانس امنیت ملی، تلاش کرد نمونه نخست توانایی با نام رمز QFIRE را معرفی کند که شامل پنهان‌سازی سرورهای سوءاستفاده‌گر در ماشین‌های مجازی بود (که در وی‌ام‌ویر ای‌اس‌ایکس‌آی اجرا می‌شوند) که دستگاه‌های نزدیک‌تر به به هدف را میزبانی می‌کردند. این شبکه جهانی، سایت‌های گردآوری ویژه نامیده می‌شود. آرمان QFIRE کاهش تاخیر در پاسخ فریب‌دهنده بود که شانس موفقیت را بالا می‌برد.
از COMMENDEER (رونویسی‌شده) برای بکارگیری (مانند جاسازی) سامانه‌های رایانه‌ای غیر هدف استفاده می‌شود. از نرم‌افزار COMMENDEER به عنوان بخشی از QUANTUMNATION استفاده می‌شود. QUANTUMNATION دیگر نرم‌افزار یافتن سامانه‌های آسیب‌پذیر به نام VALIDATOR را نیز در بر می‌گیرد. کارکرد COMMENDEER نخستین بار را جیکوب اپلبام در گردهمایی ارتباط بی‌نظم در سال ۲۰۱۴ (میلادی) توضیح داد و آنرا "ستمگرانه" نامید.
QUANTUMCOOK شیوه پیچیده‌تری از حمله است که می‌تواند علیه کابران سامانه نرم‌افزاری تور استفاده شود.

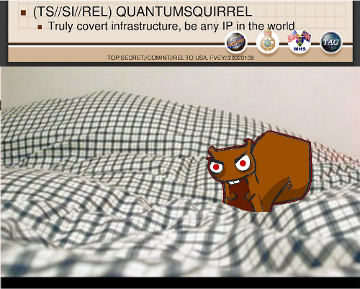
اسلایدی که توانایی QUANTUMSQUIRREL در تظاهر به هر پروتکل اینترنت نسخه ۴ یا پروتکل اینترنت نسخه ۶ میزبان وب را دارد.

## اهداف و همکاران شناخته شده
- چین[۲]
- کاربران تور/فایرفاکس[۱۸]
- با هماهنگی آژانس اطلاعات مرکزی (سیا) و اداره تحقیقات فدرال (اف‌بی‌آی)، از عملیات دسترسی درخور برای رهگیری لپ‌تاپ‌هایی که آنلاین خریداری می‌شوند استفاده می‌شود. به این صورت که لپ‌تاپ‌ها به انبارهای مخفی برده شده و پس از نصب بدافزار و جاسوس‌افزار، برای مشتری فرستاده می‌شوند.[۳۱]
- سازمان کشورهای صادرکننده نفت (اوپک)[۳۲]
- مسیر SEA-ME-WE-4 سامانه فیبر نوری ارتباط زیر دریا است که ارتباط بین سنگاپور، مالزی، تایلند، بنگلادش، هند، سری‌لانکا، پاکستان، امارات متحده عربی، عربستان سعودی، سودان، مصر، ایتالیا، تونس، الجزایر، و فرانسه را جابجا می‌کند.[۲۸]
- دبیرخانه امنیت عمومی مکزیک[۲۲]
- فناوری QUANTUM INSERT عملیات دسترسی درخور به سازمان‌های اطلاعاتی بریتانیا و به‌ویژه به بخش MyNOC ستاد ارتباطات دولت واگذار شد. MyNOC از این فناوری برای هدف‌گیری بلگاکام (گروه پراکسیموس) و ارائه‌دهندگان تبادل رومینگ جی‌پی‌آراس مانند Comfone، Syniverse، و Starhome استفاده می‌کند.[۲۲] بلگاکام (گروه پراکسیموس) که خدماتی را به کمیسیون اروپا، پارلمان اروپا، و شورای اروپا ارائه می‌کند این حملات را کشف کرده است.[۳۳]
- سازمان اطلاعاتی سوئد به نام تشکیلات رادیو دفاع ملی، اجازه دسترسی QUANTUM را به کابل‌های فیبر نوری خود می‌دهد.[۳۴][۳۵]

بر پایه نوشته‌ای که در سال ۲۰۱۳ (میلادی) در نشریه فارن پالیسی منتشر شد عملیات دسترسی درخور "تا اندازه زیادی در رسیدن به آرمان خود موفق بوده است. این موفقیت تا اندازه‌ای به همکاری سطح بالا و مخفیانه سه شرکت رساننده خدمات مخابراتی (ای‌تی اند تی، ورایزن کامیونیکیشنز، و اسپرینت)، بیشتر رساننده‌های خدمات اینترنتی آمریکایی، و بسیاری از شرکت‌های برتر سازنده نرم‌افزارهای امنیتی، و شرکت‌های مشاور است." گزارش بودجه سال ۲۰۱۲ (میلادی) عملیات دسترسی درخور نشان می‌دهد که این شرکت‌ها به دستور دفتر عملیات دسترسی درخور، "آسیب‌پذیری‌هایی را به سامانه‌های رمزنگاری تجاری، سامانه‌های فناوری اطلاعات، شبکه‌ها، و دستگاه‌های ارتباطی پایانی که افراد یا سازمان‌های هدف از آنها استفاده می‌کنند وارد می‌کنند." در پی افشای این اطلاعات، شماری از شرکت‌های آمریکایی، مانند سیسکو، و دل، در بیانیه‌هایی هرگونه قرار دادن دسترسی در پشتی در محصولات خود را رد کردند.
مایکروسافت، پیش از رفع آسیب‌پذیری یا اطلاع‌رسانی عمومی، آژانس امنیت ملی را از وجود این آسیب‌پذیری‌ها آگاه می‌کند. این موضوع به عملیات دسترسی درخور، امکان انجام حمله روز صفر را می‌دهد. یکی از مقام‌های مایکروسافت که نخواست نامش فاش شود در گفتگو با رسانه‌ها چنین چیزی را تایید کرد. اما گفت که مایکروسافت نمی‌تواند مسئول چگونگی استفاده آژانس امنیت ملی از این اطلاعات پیشرفته باشد.

## رهبری
از سال ۲۰۱۳ تاکنون رئیس عملیات دسترسی درخور، راب جویس بوده است. او بیش از ۲۵ سال سابقه کار دارد که پیشتر، در اداره آگاهی اطلاعات آژانس امنیت ملی کار می‌کرده است. وی بسیار کم در برابر همگان دیده می‌شود. در ژانویه ۲۰۱۶ راب جویس با سخنرانی در گردهمایی انیگمای یوزنیکس (به انگلیسی: Usenix’s Enigma conference) در برابر دیدگان مردم قرار گرفت.